# エターナル・スピリット
『エターナル・スピリット』（Eternal Spirit）は、アメリカ合衆国のジャズ・ピアニスト、アンドリュー・ヒルが1989年に録音・発表したスタジオ・アルバム。

## 解説
ヒルが約19年ぶりにブルーノート・レコードで録音した作品である。参加メンバーの大部分はヒルと旧知のプレイヤーだが、グレッグ・オズビーは、ジャズ評論家ピーター・ワトラスの推薦により参加した。「ピナクル」、「ゴールデン・サンセット」、「スピリチュアル・ラヴァー」は1月31日のセッションにおける録音が採用されたが、CDには1月30日録音の別テイクも収録された。
スコット・ヤナウはオールミュージックにおいて5点満点中4.5点を付け「この優れたポスト・バップ作品には、弱い演奏が一切なく、アンドリュー・ヒルのここ数年の録音としては最強である」と評している。また、『CDジャーナル』のミニ・レビューでは「オズビーの起用も的を射て、落ち着いたピアノ作品となっている」と評されている。

## 収録曲
全曲ともアンドリュー・ヒル作曲。
1. ピナクル - "Pinnacle" - 9:56
2. ゴールデン・サンセット - "Golden Sunset" - 10:23
3. サンバ・ラスタ - "Samba Rasta" - 4:52
4. テイル・フェザー - "Tail Feather" - 6:18
5. スピリチュアル・ラヴァー - "Spiritual Lover" - 7:46
6. ボビーズ・チューン - "Bobby's Tune" - 8:43

### CDボーナス・トラック
1. ピナクル（別テイク） - "Pinnacle (Alternate Take)" - 7:31
2. ゴールデン・サンセット（別テイク） - "Golden Sunset (Alternate Take)" - 5:15
3. スピリチュアル・ラヴァー（別テイク） - "Spiritual Lover (Alternate Take)" - 6:44

## 参加ミュージシャン
- アンドリュー・ヒル - ピアノ
- グレッグ・オズビー - アルト・サクソフォーン
- ボビー・ハッチャーソン - ヴィブラフォン
- ルーファス・リード - ベース
- ベン・ライリー - ドラムス